# Davidoff Swiss Indoors 2004
Davidoff Swiss Indoors 2004 — тенісний турнір, що проходив на кортах з твердим покриттям у місті Базель, Швейцарія з 25 жовтня . Належав до категорії International Series, був турніром серії Swiss Indoors 2004 року.

## Фінальна частина

### Одиночний розряд
Їржі Новак (тенісист) —  Давід Налбандян 5–7, 6–3, 6–4, 1–6, 6–2

### Парний розряд
Боб Браян /  Майк Браян —  Лукас Арнольд Кер /  Маріано Худ 7–6(11–9), 6–2